# Rhondda
Rhondda är en flod som genomkorsar gruvdistrikten i sydöstra Wales. Floden har två grenar, Rhondda Fawr (Stora Rhondda) och Rhondda Fach (Lilla Rhondda) som trots namnen är relativt jämnstora. I staden Pontypridd rinner Rhondda ut i den större floden Taff.
På grund av åratal av tunga utsläpp från kolgruvorna, annan industri och orenat avlopp från hushåll har floden haft mycket svåra miljöproblem. På senare år har avlopp och utsläpp renats och gruvindustrin gått tillbaka kraftigt vilket förbättrat vattenkvaliteten.
Floddalen ligger i kommunen Rhondda Cynon Taf i området South Wales Valleys.